# 查理一世 (奥尔良公爵)

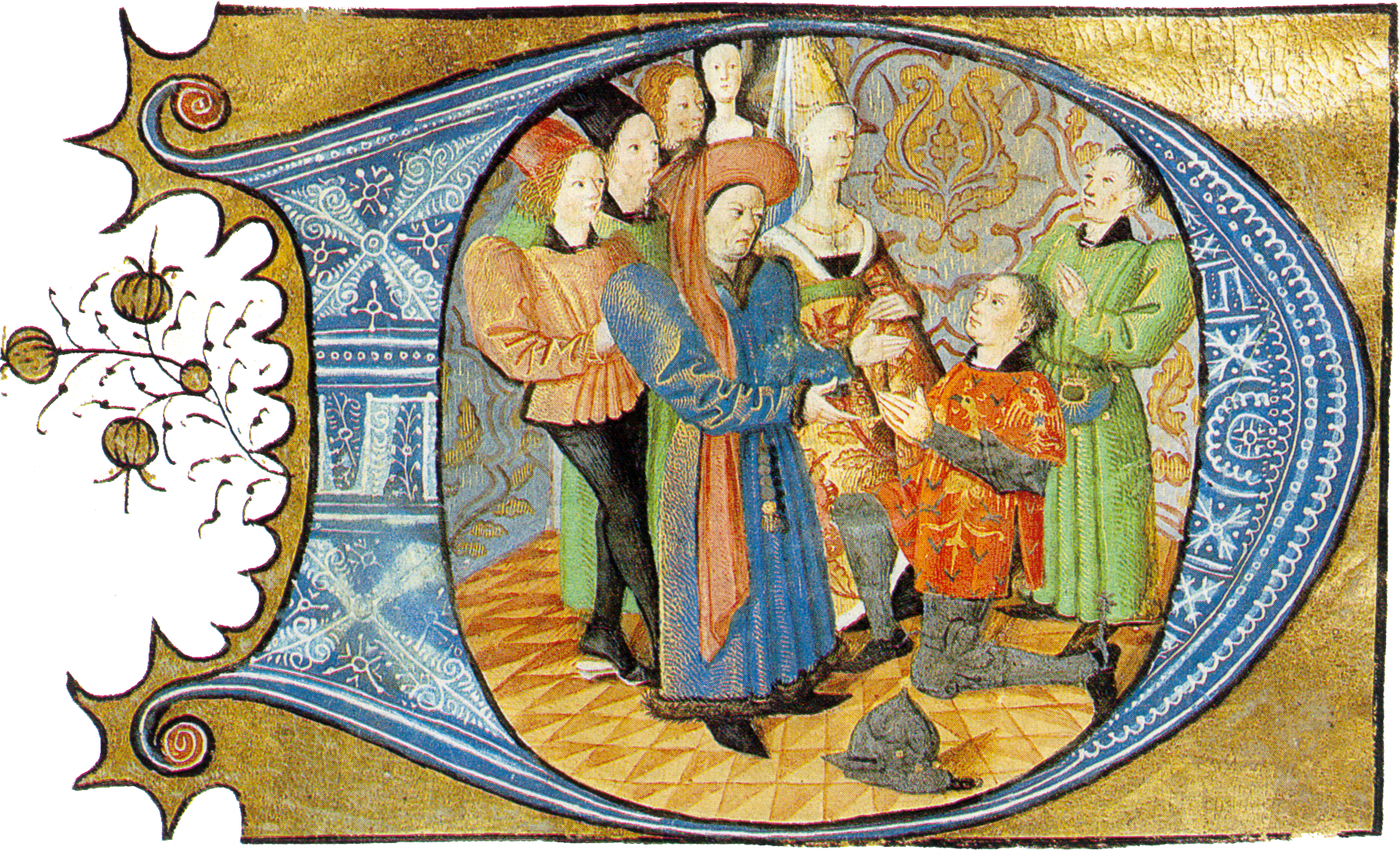

（瓦卢瓦的）查理一世，奥尔良公爵 Charles Ier de Valois，Duc d'Orléans（1394年11月24日－1465年1月5日）奥尔良第二王朝（瓦卢瓦王朝）的公爵（1407年起）。他是法国历史上最伟大的宫廷诗人之一。
查理的父親奧爾良公爵路易一世為國王查理六世的弟弟，母亲为意大利米兰公爵之女瓦倫蒂娜·維斯孔蒂。1407年，他的父亲被敌对的贵族集团领袖勃艮第公爵无畏的约翰派遣的刺客刺杀。查理继承了奥尔良公爵的称号，他的其它爵位还包括：瓦卢瓦公爵、博蒙伯爵、布卢瓦伯爵和柯西男爵。同时，他也继承了其母在意大利的领地。瓦伦丁娜·维斯康蒂在丈夫死后得了重病，不久就去世了。
查理被其父亲的那一派人（后来以查理的岳父和主要支持者的名字命名为阿马尼亚克派）视为对抗勃艮第派的当然领袖。在岳父阿馬尼亞克伯爵貝爾納七世的帮助下，他成功地把理应对谋杀负责的一些贵族定罪。但是，无畏的约翰始终没有受到惩罚。
1415年英格兰国王亨利五世入侵法国。在著名的阿让库尔战役中，数量上占优势的法军被英格兰长弓兵歼灭，而查理一世正是这场战役中法军的指挥官。他被俘虏后押到英国，在那里他度过了25年的人质生活。在这段时间里，他用法語和英语写出了一生中最灿烂的诗句。
1440年，在夙敌无畏的约翰之子勃艮第公爵菲利普三世的帮助下，查理一世被释放。他在回到法国后继续写作，但是他用法语写的诗没有用英语的出色。查理一世第三次结婚，妻子是克萊沃的瑪麗。在他的结婚典礼上，菲利普三世授予他金羊毛骑士团勋章。1462年，玛丽为他生了一个儿子，未来的奥尔良公爵和法国国王路易十二。

## 家庭
- 妻子

1. 瓦盧瓦的伊莎貝拉（1406年结婚），法蘭西國王查理六世的女兒，英格蘭國王理查二世的遺孀。
2. 阿馬尼亞克的波内（英语：Bonne of Armagnac）（1410年结婚），阿馬尼亞克伯爵貝爾納七世（英语：Bernard VII, Count of Armagnac）的女兒。
3. 克萊沃的瑪麗（英语：Marie of Cleves, Duchess of Orléans）（1440年结婚），克萊沃公爵阿道夫一世（英语：Adolph I, Duke of Cleves）的女兒。

- 子女

1. 让娜
2. 玛丽·德·奥尔良
3. 路易十二
4. 安娜·德·奥尔良

| 查理一世 (奥尔良公爵) 瓦盧瓦王朝卡佩王朝的分支出生于：1394年11月24日逝世於：1465年1月5日 | 查理一世 (奥尔良公爵) 瓦盧瓦王朝卡佩王朝的分支出生于：1394年11月24日逝世於：1465年1月5日 | 查理一世 (奥尔良公爵) 瓦盧瓦王朝卡佩王朝的分支出生于：1394年11月24日逝世於：1465年1月5日 |
| 法國貴族爵位                                                                             | 法國貴族爵位                                                                             | 法國貴族爵位                                                                             |
| ---------------------------------------------------------------------------------------- | ---------------------------------------------------------------------------------------- | ---------------------------------------------------------------------------------------- |
| 前任： 路易一世                                                                          | 奥尔良公爵 1407年-1465年                                                                 | 繼任： 路易二世                                                                          |
| 前任： 路易一世                                                                          | 瓦卢瓦公爵 1407年-1465年                                                                 | 繼任： 路易二世                                                                          |